# إزاناغي

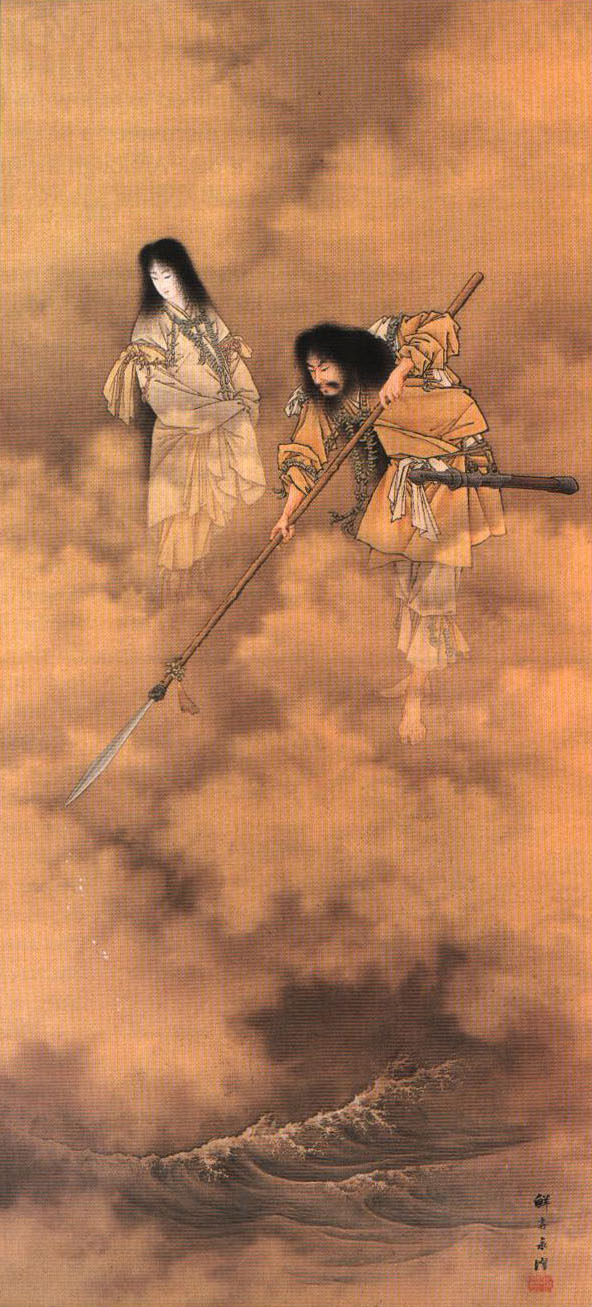
لوحة من رسم إيتاكو كوباياشي (فترة إدو) تظهر إزاناغي على اليمين، وإزانامي على اليسار.

إزاناغي (باللغة اليابانية 伊弉諾) كما هي مكتوبة في كوجيكي أو (伊邪那岐) كما هي مكتوبة في نيهون شوكي ويعني (الذكر الذي يدعو) أو (مُرَحِّب) هو عبارة عن إله مولود في الأجيال المقدسة السبعة المذكورة في الأساطير اليابانية وفي الشنيتوية.

## الأسطورة
تقول الأساطير اليابانية إن الإله إيزاناغي والإلهة إيزانامي خلقا جزر اليابان وبحارها، في عملية أطلق عليها سجل كوجيكي المجموع في عام 712 اسم "كونيؤمي (ولادة الأرض)". تقول الأسطورة إن هذين الزوجين الإلهيين كانا يقفان على جسر عائم يمتد عبر السماوات ثم حركا أولا الماء الملحي المتلاطم في الأسفل برمح مرصع بالجواهر، وتشكلت جزيرة من تساقط قطرات من طرفه. نزل الإلهان إلى الجزيرة وتزوجا، وشكلا بعد ذلك الجزر الأخرى للأرخبيل الياباني إلى جانب الجبال والأنهار والنباتات ومظاهر أخرى من العالم الطبيعي.
وبعد اكتمال هذه المهمة أنجبت إيزانامي عدة أطفال. ولكن أثناء ولادتها بإله النار "كاغوتسوتشي" أصيبت بحروق شديدة وماتت، لتنزل إلى أرض "يومي". سافر بعد ذلك إيزاناغي هناك في محاولة لإعادة عروسه إلى عالم الأحياء. لكنه فشل في مسعاه، فقام بتطهير نفسه عبر طقوس (ميسوغي)، حيث عمد إلى غسل وجهه وأنجب ثلاثة أطفال نبلاء هم: أماتيراسو من عينه اليسرى وتسوكويومي من عينه اليمنى وسوسانوؤ من أنفه.